# 遊亀教授
遊亀 教授（ゆうき さずく、1908年4月 - 1997年1月27日）は、日本の倫理学者、浄土真宗の僧侶。

## 経歴
福井県武生出身。1932年龍谷大学文学部倫理学科卒、1936年同研究科修了。京都女子大学講師、1960年「鎌倉仏教の倫理学的研究」で龍谷大学文学博士、龍谷大学文学部助教授、教授、1971年学長代行。1979年名誉教授。
浄土真宗本願寺派（西本願寺）伝道院萇。教善寺住職。

## 著書
- 『親鸞と倫理』（百華苑） 1949
- 『仏教倫理の研究 日本仏教の倫理形成』（百華苑） 1961
- 『親鸞教とその周辺』（百華苑） 1980
- 『親鸞と道元』（講談社） 1986
- 『地獄のうえの花見』（法蔵館） 1993

### 共著
- 『転換期の仏教』（大友抱璞, 山崎昭見共著、永田文昌堂） 1955

## 論文
- Cinii